# Jedenasty rząd Izraela
Jedenasty rząd Izraela – rząd Izraela, sformowany 26 czerwca 1963, którego premierem został Lewi Eszkol z Mapai. Rząd został powołany przez koalicję mającą większość w Knesecie V kadencji, po rezygnacji Dawida Ben Guriona z daleszego kierowanie rządem. Jedenasta rada ministrów funkcjonowała do 22 grudnia 1964, kiedy to powstał kolejny rząd pod przywództwem Lewiego Eszkola.